# Armando Rodríguez Batista
Armando Rodríguez Batista (7 de mayo de 1977) es un político cubano. Desde noviembre del año 2024, Ministro de Ciencia, Tecnología y Medio Ambiente (CITMA) de la República de Cuba. Sucede en el cargo de Ministro a Eduardo Martínez Díaz, actual Vice Primer Ministro.  
Licenciado en radioquímica del Instituto Superior de Ciencias y Tecnología Nuclear en el año 2001, ostenta el grado científico de doctor en Ciencias. Ha transitado por el Ministerio de Ciencia, Tecnología y Medio Ambiente durante más de 20 años, desde especialista en ciencia y tecnología, director de ciencia, tecnología e innovación, viceministro, hasta su actual responsabilidad de Ministro. Es miembro del equipo técnico del Consejo Nacional de Innovación. 
Conocedor y participante activo en la creación del Sistema de la Ciencia Cubana y del Desarrollo de la Tecnología y la Innovación, unido a su trabajo durante varios años con los exministros de esa cartera Rosa Elena Simeón Negrín, José Miyar Barruecos y Elba Rosa Pérez Montoya, le permitieron crear una impronta y estilo de trabajo propios. 

## Trayectoria

### Formación académica
Licenciado en Radioquímica. Instituto Superior de Ciencias y Tecnología Nuclear. La Habana, 2001.
•	Diploma de oro y Medalla “Honor al Mérito”.
Premio Nacional del Ministerio de Ciencia, Tecnología y Medio Ambiente para Estudiantes Investigadores en el año 2001, en la Categoría “Licenciaturas e Ingenierías”.
•	Tesis: Estudios de Estabilidad de Generadores 90Sr/90Y para la Medicina Nuclear.
Maestría en Gerencia de la Ciencia y la Innovación Tecnológica. INSTEC), La Habana, 2004.
•	Tesis: Evaluación del impacto social de la ciencia y la tecnología en Cuba.
Pasantía en “Indicadores de impacto de la Ciencia y la Tecnología”. Centro REDES, Sede de la Red Iberoamericana de Indicadores de Ciencia y Tecnología, Argentina, 2004.
Profesor Auxiliar del Departamento de Gestión de la Ciencia, la Tecnología y el Medio Ambiente, INSTEC, 2010.
Diplomado en Administración Pública, Universidad de La Habana, 2015.
Doctor en Ciencias, Universidad Politécnica, 2023.

### Experiencia profesional
•	Reserva Científica del Instituto Superior de Tecnología y Ciencias Aplicadas y del Ministerio de Ciencia, Tecnología y Medio Ambiente (2000-2002).
•	Especialista de Ciencia y Tecnología. Dirección de Política Científica y Tecnológica, Ministerio de Ciencia, Tecnología y Medio Ambiente (2002-2004).
•	Especialista Superior de Ciencia y Tecnología. Dirección de Tecnología e Innovación, Ministerio de Ciencia, Tecnología y Medio Ambiente (2004-2006).
•	Asesor del Ministro. Ministerio de Ciencia, Tecnología y Medio Ambiente (26/3/2006 – 1/10/2011).
•	Jefe de la Oficina del Ministro. Ministerio de Ciencia, Tecnología y Medio Ambiente (1/10/2011 – 29/4/2015).
•	Director. Dirección de Ciencia, Tecnología e Innovación, Ministerio de Ciencia, Tecnología y Medio Ambiente (29/4/2015-2019).
•	Viceministro del Ministerio de Ciencia, Tecnología y Medio Ambiente (2019-2024).
•	Miembro del Comité Directivo del Consejo Nacional de Innovación. 

### Principales actividades profesionales y científicas
•	Ha elaborado y participado en la propuesta de políticas y normas jurídicas para la actividad de ciencia, tecnología e innovación en el país, como Sistema Nacional de Ciencia, Tecnología e Innovación, Empresas de Alta Tecnología, Parques Científico-Tecnológicos y Empresas Interfase Universidad-ECTI- Sector productivo y de servicios.
•	Ha investigado y trabajado los temas “Políticas de Ciencia y Tecnología”, “Sistemas de Innovación”, “Impacto de la Ciencia y la Innovación Tecnológica”, ”Políticas de Energías Renovables”, así como sus interacciones con el Medioambiente y el Cambio Climático.
•	Participó como Asesor en el Macroproyecto de Peligros y Vulnerabilidad Costera 2050-2100, asociadas al Cambio Climático.
•	Coordinó los proyectos “Cuba-Vietnam” sobre Políticas de Ciencia y Tecnología.
•	Coordinó el proyecto “Cuba-Venezuela” sobre Gestión de la Ciencia, la Tecnología y la Innovación.
•	Ha representado a Cuba en organizaciones internacionales vinculadas a la Ciencia y la Tecnología como experto y como funcionario, así como ha integrado delegaciones oficiales del país.
•	Ha coordinado proyectos, frentes y grupos de trabajo temporales en temas de planificación estratégica (PNDES 2030   ), gestión de ciencia y tecnología, políticas públicas, energías renovables y cambio climático. 
•	Ha participado en congresos y talleres sobre la ciencia, tecnología e innovación, dentro y fuera del país, impartiendo conferencias o presentando trabajos.
Ha colaborado como evaluador en publicaciones como la “Revista Iberoamericana de Ciencia, Tecnología y Sociedad”, “Medicc Review”, así como publicado artículos en revistas nacionales e internacionales. Ha participado en las 3 Encuestas Nacionales de Innovación realizadas en el país (2001, 2006, 2018).    
•	Profesor y Tutor de tesis de Maestría y Licenciaturas en temas de “Ciencia y Tecnología”, “Indicadores de Ciencia, Tecnología y Medioambiente”, “Transferencia de tecnologías”, “Parques Científico-Tecnológicos”.